# Pyxine schmidtii
Pyxine schmidtii är en lavart som beskrevs av Vain. Pyxine schmidtii ingår i släktet Pyxine och familjen Physciaceae.   Inga underarter finns listade i Catalogue of Life.